# Пожежний гелікоптер

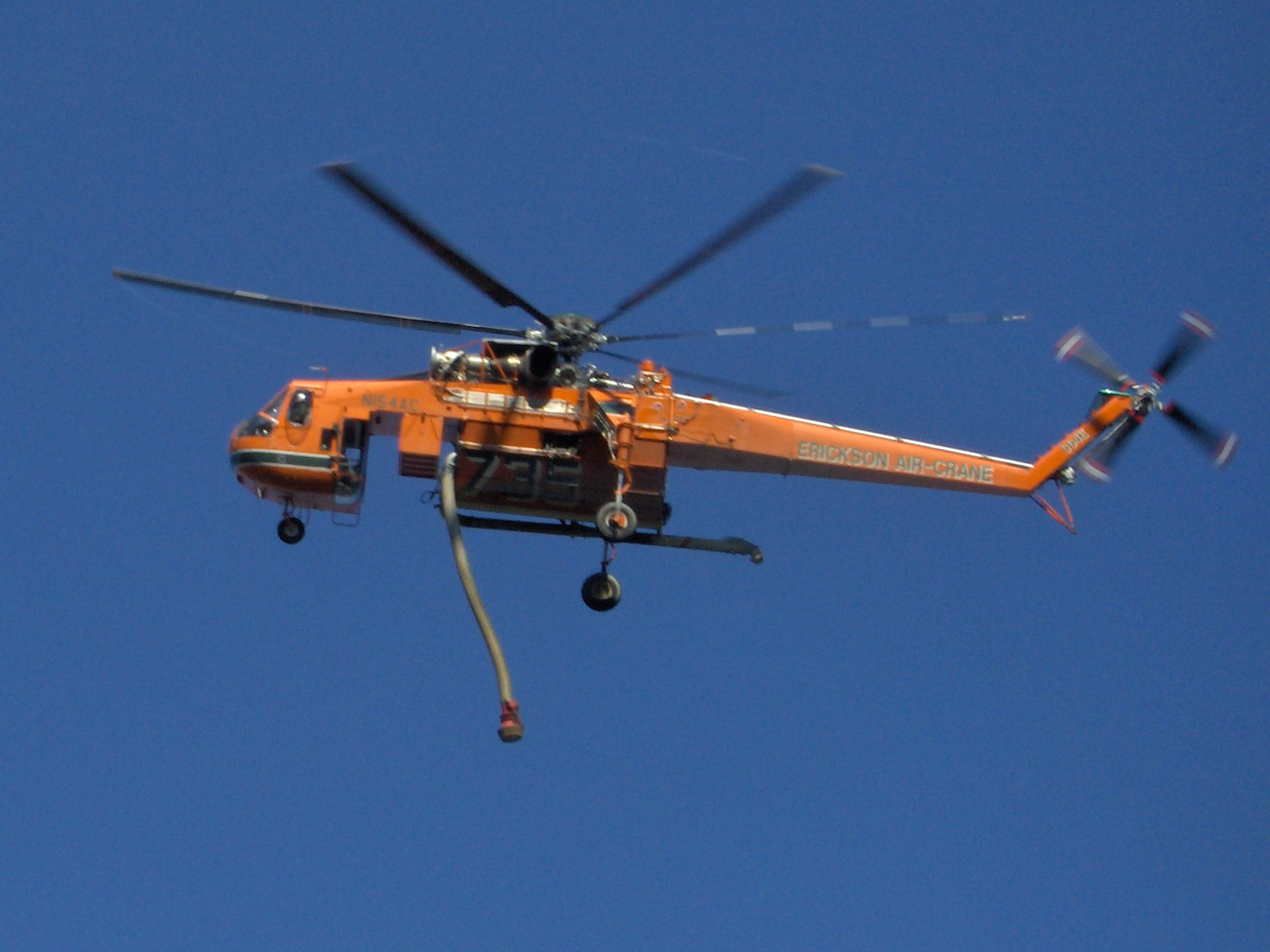
S-64 Skycrane

Пожежний вертоліт, пожежний гелікоптер — гелікоптер, призначений для гасіння пожежі з повітря методом водного бомбардування. Як правило, пожежний вертоліт обладнаний підвісним ковшем, яким вода зачерпується в найближчому водоймищі (сухопутні пожежні вертольоти) або бортовими водними цистернами (пожежні вертольоти-амфібії).